# Call Me Kat/Episodenliste
Diese Episodenliste enthält alle Episoden der US-amerikanischen Sitcom Call Me Kat, sortiert nach der US-amerikanischen Erstausstrahlung. Zwischen 2021 und 2023 entstanden in drei Staffeln insgesamt 53 Episoden mit einer Länge von jeweils etwa 22 Minuten.

## Übersicht
| Staffel | Episodenanzahl | Erstausstrahlung USA | Erstausstrahlung USA | Deutschsprachige Erstausstrahlung | Deutschsprachige Erstausstrahlung |
| Staffel | Episodenanzahl | Staffelpremiere      | Staffelfinale        | Staffelpremiere                   | Staffelfinale                     |
| ------- | -------------- | -------------------- | -------------------- | --------------------------------- | --------------------------------- |
| 1       | 13             | 3. Januar 2021       | 25. März 2021        | 23. März 2023                     | 4. Mai 2023                       |
| 2       | 18             | 9. Januar 2022       | 5. Mai 2022          | 12. April 2023                    | 7. Juni 2023                      |
| 3       | 22             | 29. September 2022   | 4. Mai 2023          | 24. Januar 2024                   | 3. April 2024                     |

## Staffel 1
| Nr. (ges.) | Nr. (St.) | Deutscher Titel         | Originaltitel    | Erstausstrahlung USA | Deutschsprachige Erstausstrahlung (D) | Regie                | Drehbuch            | Zuschauer (USA) |
| ---------- | --------- | ----------------------- | ---------------- | -------------------- | ------------------------------------- | -------------------- | ------------------- | --------------- |
| 1          | 1         | Plus Eins               | Plus One         | 3. Jan. 2021         | 23. März 2022                         | Beth McCarthy-Miller | Darlene Hunt        | 5,63 Mio.       |
| 2          | 2         | Das Doppel-Date         | Double Date      | 7. Jan. 2021         | 30. März 2022                         | Anthony Rich         | Darlene Hunt        | 3,30 Mio.       |
| 3          | 3         | Verkupplungsversuche    | Vacation         | 14. Jan. 2021        | 30. März 2022                         | Mark Cendrowski      | David Holden        | 2,84 Mio.       |
| 4          | 4         | Paartherapie            | Therapy          | 21. Jan. 2021        | 6. Apr. 2022                          | Richie Keen          | Darlene Hunt        | 2,53 Mio.       |
| 5          | 5         | Der Traum               | Cake             | 28. Jan. 2021        | 6. Apr. 2022                          | Anthony Rich         | David Holden        | 2,48 Mio.       |
| 6          | 6         | Die 20 unter 40 Liste   | Gym              | 4. Feb. 2021         | 13. Apr. 2022                         | Victor Gonzalez      | Laura Krafft        | 2,55 Mio.       |
| 7          | 7         | Eizellen                | Eggs             | 11. Feb. 2021        | 13. Apr. 2022                         | Kelly Park           | Kimberly Altamirano | 2,05 Mio.       |
| 8          | 8         | Die Partynacht          | All Nighter      | 18. Feb. 2021        | 20. Apr. 2022                         | Jody Margolin Hahn   | Adam Faberman       | 2,20 Mio.       |
| 9          | 9         | Das erste Date          | First Date       | 25. Feb. 2021        | 20. Apr. 2022                         | Kelly Park           | Molly Schreiber     | 2,19 Mio.       |
| 10         | 10        | Die Freundschaftsprobe  | Business Council | 4. März 2021         | 27. Apr. 2022                         | Victor Gonzalez      | Amy Hubbs           | 1,97 Mio.       |
| 11         | 11        | Eine Frage der Treue    | Moving in        | 11. März 2021        | 27. Apr. 2022                         | Jody Margolin Hahn   | Lauren Bridges      | 1,76 Mio.       |
| 12         | 12        | Die Schlafwandlerin     | Salsa            | 18. März 2021        | 4. Mai 2022                           | Jude Weng            | David Holden        | 2,32 Mio.       |
| 13         | 13        | Die verschwundene Asche | Cat-A-Versary    | 25. März 2021        | 4. Mai 2022                           | Anthony Rich         | Darlene Hunt        | 2,11 Mio.       |

## Staffel 2
| Nr. (ges.) | Nr. (St.) | Deutscher Titel                       | Originaltitel                   | Erstausstrahlung USA | Deutschsprachige Erstausstrahlung (D) | Regie                | Drehbuch                                                                  | Zuschauer (USA) |
| ---------- | --------- | ------------------------------------- | ------------------------------- | -------------------- | ------------------------------------- | -------------------- | ------------------------------------------------------------------------- | --------------- |
| 14         | 1         | Nenn mich durcheinander               | Call Me Kerfuffied              | 9. Jan. 2022         | 12. Apr. 2023                         | Anthony Rich         | Alissa Neubauer & Sheldon Bull                                            | 4,96 Mio.       |
| 15         | 2         | Nenn mich bei meinem zweiten Vornamen | Call Me By My Middle Name       | 13. Jan. 2022        | 12. Apr. 2023                         | Anthony Rich         | Britté Anchor & Spencer Taylor                                            | 1,59 Mio.       |
| 16         | 3         | Nenn mich einen sportlichen Riesen    | Call Me a Sporty Giant          | 20. Jan. 2022        | 19. Apr. 2023                         | Anthony Rich         | Jon Kinnally & Tracy Poust                                                | 1,68 Mio.       |
| 17         | 4         | Nenn mich vierzig                     | Call Me Forty                   | 27. Jan. 2022        | 19. Apr. 2023                         | Nikki Lorre          | Adam Faberman & Chelsea Myers                                             | 1,53 Mio.       |
| 18         | 5         | Nenn mich Jinglekönig                 | Call Me Your Biggest Fan        | 3. Feb. 2022         | 26. Apr. 2023                         | Jude Weng            | Howard Jordan, Jr.                                                        | 1,83 Mio.       |
| 19         | 6         | Nenn mich untreu                      | Call Me Unfaithful              | 10. Feb. 2022        | 26. Apr. 2023                         | James Widdoes        | Sheldon Bull & Britté Anchor                                              | 1,74 Mio.       |
| 20         | 7         | Nenn mich Cupcake                     | Call Me Cupcake                 | 17. Feb. 2022        | 3. Mai 2023                           | Phil Lewis           | Alissa Neubauer & Spencer Taylor                                          | 1,70 Mio.       |
| 21         | 8         | Nenn mich Sneaker-Freak               | Call Me Señor Don Gato          | 24. Feb. 2022        | 3. Mai 2023                           | Phil Lewis           | Jon Kinnally & Tracy Poust                                                | 1,30 Mio.       |
| 22         | 9         | Nenn mich unverantwortlich            | Call Me Irresponsible           | 3. März 2022         | 10. Mai 2023                          | Michele Azenzer Bear | Sheldon Bull & Chelsea Myers                                              | 1,29 Mio.       |
| 23         | 10        | Nenn mich Katzilla                    | Call Me Katzilla                | 10. März 2022        | 10. Mai 2023                          | Kelly Park           | Britté Anchor & Adam Faberman                                             | 1,40 Mio.       |
| 24         | 11        | Nenn mich den Käse-Bad-Boy            | Call Me the Bad Boy of Cheese   | 17. März 2022        | 17. Mai 2023                          | James Widdoes        | Eddie Gorodetsky & Britté Anchor                                          | 1,40 Mio.       |
| 25         | 12        | Nenn mich Fastfood-Lover              | Call Me a McCluckhead           | 24. März 2022        | 17. Mai 2023                          | Kelly Park           | Spencer Taylor & Chelsea Myers                                            | 1,92 Mio.       |
| 26         | 13        | Nenn mich Kingbirdie                  | Call Me a Kingbirdie            | 31. März 2022        | 24. Mai 2023                          | Anthony Rich         | Jon Kinnally & Tracy Poust                                                | 1,52 Mio.       |
| 27         | 14        | Nenn mich Amor                        | Call Me Cupid                   | 7. Apr. 2022         | 24. Mai 2023                          | Phill Lewis          | Alissa Neubauer & Adam Faberman Idee: Eddie Gorodetsky & Jamie Laski      | 1,76 Mio.       |
| 28         | 15        | Nenn mich winziges Fehlerchen         | Call Me Tiny Boo-Boo            | 14. Apr. 2022        | 31. Mai 2023                          | Rebecca Ancheta Blum | Sheldon Bull & Spencer Taylor Idee: Jon Kinnally & Tracy Poust            | 1,46 Mio.       |
| 29         | 16        | Nenn mich Ms. One Night Stand         | Call Me What the Kat Dragged in | 21. Apr. 2022        | 31. Mai 2023                          | Anthony Rich         | Howard Jordan Jr. & Chelsea Myers Idee: Britté Anchor & Alexandra Melnick | 1,68 Mio.       |
| 30         | 17        | Nenn mich überfordert                 | Call Me Flatch                  | 28. Apr. 2022        | 7. Juni 2023                          | Anthony Rich         | Adam Faberman & Howard Jordan Jr. Idee: Alissa Neubauer & Spencer Taylor  | 1,46 Mio.       |
| 31         | 18        | Nenn mich egoistisch                  | Call Me Shellfish               | 5. Mai 2022          | 7. Juni 2023                          | Anthony Rich         | Alissa Neubauer & Eddie Gorodetsky Idee: Jon Kinnally & Tracy Poust       | 1,67 Mio.       |

## Staffel 3
| Nr. (ges.) | Nr. (St.) | Deutscher Titel                 | Originaltitel                 | Erstausstrahlung USA | Deutschsprachige Erstausstrahlung (D) | Regie                     | Drehbuch                                                                                            | Zuschauer (USA) |
| ---------- | --------- | ------------------------------- | ----------------------------- | -------------------- | ------------------------------------- | ------------------------- | --------------------------------------------------------------------------------------------------- | --------------- |
| 32         | 1         | Nenn mich Jeopardy-Gewinner     | Call Me Ken Jennings          | 26. Sep. 2022        | 24. Jan. 2024                         | Anthony Rich              | Maria Ferrari & Warren Bell Idee: Britté Anchor & Jim Reynolds                                      | 1,20 Mio.       |
| 33         | 2         | Nenn mich Werbstar              | Call Me Skeeter Juice         | 6. Okt. 2022         | 24. Jan. 2024                         | Anthony Rich              | Jim Patterson & Chelsea Myers Idee: Maria Ferrari & Warren Bell                                     | 1,10 Mio.       |
| 34         | 3         | Nenn mich Babysitterin          | Call Me Thor                  | 13. Okt. 2022        | 31. Jan. 2024                         | Anthony Rich              | Britté Anchor & Jim Reynolds Idee: Deanna Morgan & Justin Mooney                                    | 1,12 Mio.       |
| 35         | 4         | Nenn mich Spender 457           | Call Me Donor Four-Five-Seven | 20. Okt. 2022        | 31. Jan. 2024                         | Mark Cendrowski           | Warren Bell & Adam Faberman Idee: Jim Patterson & Christian Honce                                   | 1,12 Mio.       |
| 36         | 5         | Nenn mich eifersüchtig          | Call Me Uncle Dad             | 27. Okt. 2022        | 7. Feb. 2024                          | Mark Cendrowski           | Britté Anchor & Jim Reynolds Idee: Maria Ferrari & Chelsea Myers                                    | 1,44 Mio.       |
| 37         | 6         | Nenn mich erstes Date           | Call Me The Hot Chick Two     | 10. Nov. 2022        | 7. Feb. 2024                          | Mark Cendrowski           | Warren Bell & Jim Reynolds Idee: Adam Faberman & Alexandra Melnick                                  | 1,11 Mio.       |
| 38         | 7         | Nenn mich Seniorin              | Call Me Dame Booty Clench     | 17. Nov. 2022        | 14. Feb. 2024                         | Mark Cendrowski           | Deanna Morgan & Justin Mooney Idee: Jim Patterson & Maria Ferrari                                   | 1,14 Mio.       |
| 39         | 8         | Nenn mich Thanksgiving-Desaster | Call Me Fancy Puffenstuff     | 1. Dez. 2022         | 14. Feb. 2024                         | Ren Bell                  | Maria Ferrari & Warren Bell Idee: Jim Reynolds & Rachel Livingston                                  | 1,07 Mio.       |
| 40         | 9         | Nenn mich Grinch                | Call Me Chrismukkah           | 8. Dez. 2022         | 21. Feb. 2024                         | Mark Cendrowski, Ren Bell | Jim Patterson & Jim Reynolds Idee: Maria Ferrari & Warren Bell                                      | 1,03 Mio.       |
| 41         | 10        | Nenn mich Philliam              | Call Me Philliam              | 5. Jan. 2023         | 21. Feb. 2024                         | Kelly Park                | Warren Bell & Jim Reynolds Idee: Jim Patterson & Maria Ferrari                                      | 1,18 Mio.       |
| 42         | 11        | Nenn mich Rezept-Roulette       | Call Me Prescription Roulette | 12. Jan. 2023        | 28. Feb. 2024                         | Kelly Park                | Britté Anchor & Chelsea Myers Idee: Deanna Morgan & Justin Mooney                                   | 1,20 Mio.       |
| 43         | 12        | Nenn mich Ikabod Evel Knievel   | Call Me Ichabod Evel Knievel  | 26. Jan. 2023        | 28. Feb. 2024                         | Michele Azenzer Bear      | Cody Wilkins & Benedict Chiu Idee: Britté Anchor & Chelsea Myers                                    | 1,21 Mio.       |
| 44         | 13        | Nenn mich Bären-Bezwinger       | Call Me Fatty Patty           | 2. Feb. 2023         | 6. März 2024                          | Anthony Rich              | Jim Patterson & Chelsea Myers Idee: Maria Ferrari & Adam Faberman                                   | 1,03 Mio.       |
| 45         | 14        | Nenn mich besser als Paul Rudd  | Call Me Better Than Paul Rudd | 16. Feb. 2023        | 6. März 2024                          | Anthony Rich              | Britté Anchor & Adam Faberman Idee: Chelsea Myers & Justin Mooney                                   | 1,56 Mio.       |
| 46         | 15        | Nenn mich verlassener Sohn      | Call Me Cat’s in the Cradle   | 23. Feb. 2023        | 13. März 2024                         | Anthony Rich              | Maria Ferrari & Warren Bell Idee: Deanna Morgan & Matthew McGeehan                                  | 1,31 Mio.       |
| 47         | 16        | Nenn mich spontan               | Call Me Worth the Wait        | 2. März 2023         | 13. März 2024                         | Anthony Rich              | Jim Patterson & Jim Reynolds Idee: Adam Faberman & Alexandra Melnick                                | 1,18 Mio.       |
| 48         | 17        | Nenn mich neue Mitarbeiterin    | Call Me Lady Avenger          | 9. März 2023         | 20. März 2024                         | Phill Lewis               | Britté Anchor & Chelsea Myers Idee: Warren Bell & Jim Reynolds                                      | 1,20 Mio.       |
| 49         | 18        | Nenn mich perfektes Duo         | Call Me Toilet Roboto         | 16. März 2023        | 20. März 2024                         | Phill Lewis               | Deanna Morgan & Justin Mooney Idee: Maria Ferrari & Rachel Livingston                               | 1,29 Mio.       |
| 50         | 19        | Nenn mich Karriereaus           | Call Me Not Okurrr            | 30. März 2023        | 27. März 2024                         | Phill Lewis               | Warren Bell & Jim Reynolds Idee: Jim Patterson & Maria Ferrari                                      | 1,09 Mio.       |
| 51         | 20        | Nenn mich bewusste Trennung     | Call Me Consciously Uncoupled | 6. Apr. 2023         | 27. März 2024                         | Phill Lewis               | Britté Anchor & Jim Reynolds Idee: Chelsea Myers & Deanna Morgan                                    | 1,19 Mio.       |
| 52         | 21        | Nenn mich Pretty Kitty          | Call Me Pretty Kitty          | 27. Apr. 2023        | 3. Apr. 2024                          | Phill Lewis               | Jim Reynolds & Andy Gordon Idee: Justin Mooney & Allison Jackson                                    | 0,99 Mio.       |
| 53         | 22        | Nenn mich letzte Chance         | Call Me A Donut Wall          | 4. Mai 2023          | 3. Apr. 2024                          | Ren Bell                  | Jim Patterson & Jim Reynolds & Andy Gordon Idee: Jamie Rhonheimer & Jessica Kravitz & Justin Mooney | 1,01 Mio.       |